# Ryūjin
Ryujin (龍神?, Ryūjin, lett. "Dio Drago"), che in alcune tradizioni equivale a Ōwatatsumi, è un dio del mare della religione shintoista. In molte versioni Ryujin aveva la capacità di trasformarsi in una forma umana . Molti credevano che il dio avesse conoscenze di medicina e molti lo consideravano il portatore di pioggia e tuoni, Ryūjin è anche il dio protettore (ujigami) di diversi gruppi familiari. 

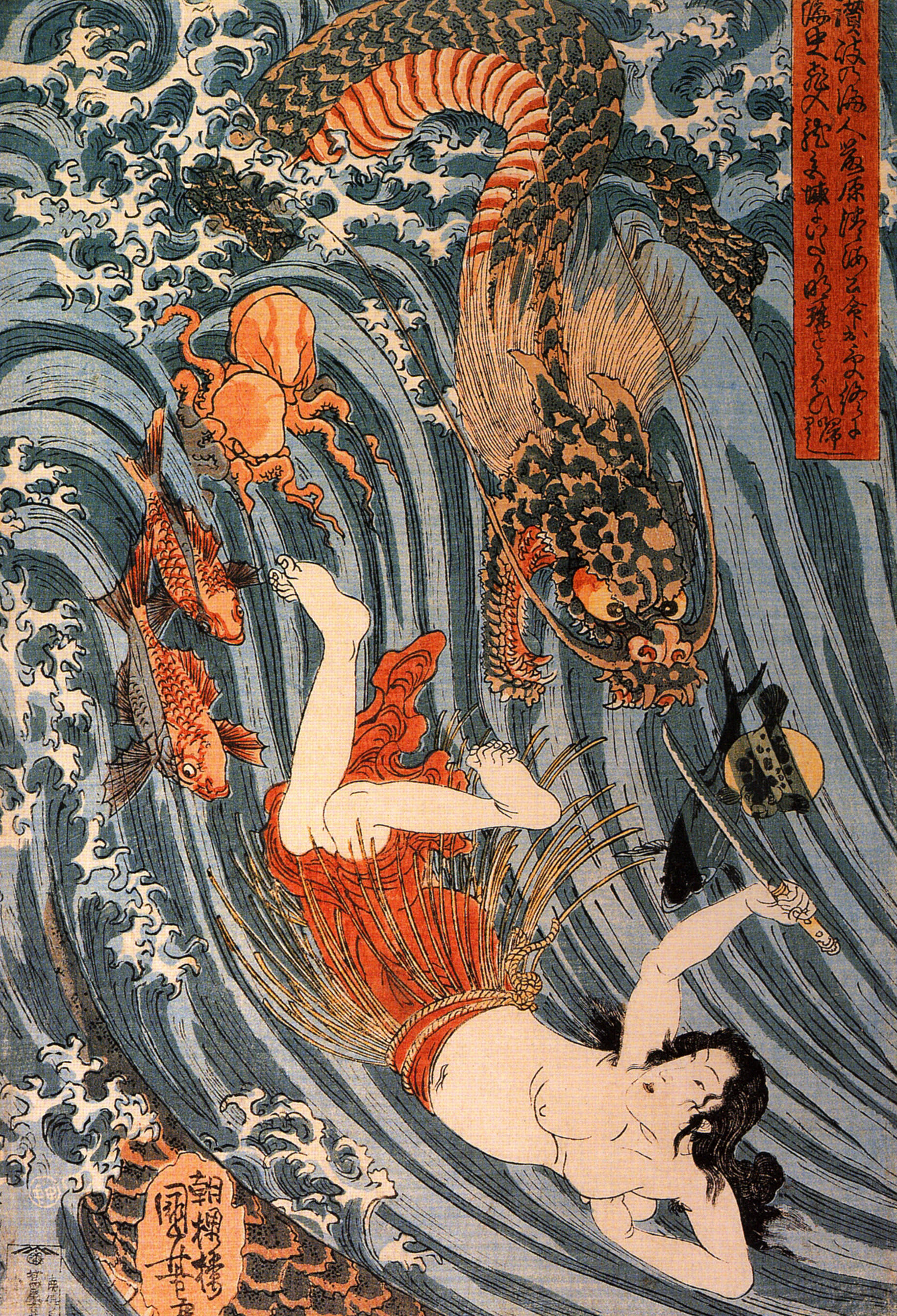
La principessa Tamatori ruba i gioielli di Ryūjin, di Kuniyoshi Utagawa.

Secondo la leggenda, ha l'aspetto di un enorme drago marino e può scatenare violentissime tempeste se qualcuno lo adira.
Questo drago giapponese, che simboleggia il potere dell'oceano , aveva una grande bocca. È considerato un buon dio e patrono del Giappone , poiché la popolazione giapponese vive da millenni della generosità del mare. A Ryūjin viene anche attribuita la sfida di un uragano che affondò la flottiglia mongola inviata da Kublai Khan. Ryūjin viveva a Ryūgū-jō , il suo palazzo sotto il mare costruito in corallo rosso e bianco , da dove controllava le maree con magici gioielli di marea. Tartarughe marine, pesci, meduse, serpenti e altre creature marine sono spesso visti come servitori di Ryujin.

## Miti

### Come la medusa ha perso le sue ossa
Una leggenda che coinvolge Ryūjin è la storia di come la medusa perse le sue ossa . Secondo questa storia, Ryuujin voleva mangiare il fegato di scimmia (in alcune versioni della storia, per curare un'eruzione cutanea incurabile ) e mandò la medusa a procurargli una scimmia. La scimmia riuscì a scappare dalla medusa dicendole che aveva messo il suo fegato in un barattolo nella foresta e si offrì di andare a prenderlo. Quando la medusa tornò e raccontò a Ryujin cosa era successo, Ryujin si arrabbiò così tanto che picchiò la medusa finché le sue ossa non furono schiacciate.

### La storia di Tawara Tōda
Un mito prevede che Ryūjin chieda a un uomo di nome Tawara Tōda di aiutarlo a sbarazzarsi di un millepiedi gigante che attacca il suo regno. Tawara Tōda accetta di aiutare Ryujin e Tawara Tōda accompagna Ryujin a casa sua. Quando Tawara Tōda uccise il millepiedi, Ryuujin gli diede un sacco di riso

### Imperatrice Jingu
Secondo la leggenda , l'Imperatrice Jingū riuscì a portare a termine il suo attacco in Corea con l'aiuto dei gioielli delle maree di Ryuujin . Alcune versioni della leggenda dicono che l'Imperatrice Jingū chiese a Isora di scendere al palazzo di Ryujin e recuperare i gioielli della marea.
Dopo aver affrontato la marina coreana , Jingū gettò il kanju (干珠, "gioiello del declino della marea" ) in mare e la marea si ritirò. La flotta coreana rimase bloccata e gli uomini scesero dalle navi. Jingū poi gettò a terra il manju (満珠, "gioiello che scorre dalla marea" ) e l'acqua si sollevò, annegando i soldati coreani. Un festival annuale, chiamato Gion Matsuri , al Santuario di Yasaka celebra questa leggenda.

## Altri miti
Ryūjin era il padre della bellissima dea Toyotama-Hime che sposò il principe cacciatore Hoori . Si dice che il primo imperatore del Giappone, l'imperatore Jimmu, fosse nipote di Otohime e Hoori. Pertanto, si dice che Ryūjin sia uno degli antenati della dinastia imperiale giapponese.

## Culto
Ryūjin shinkō (竜神信仰, "fede del dio drago" ) è una forma di credenza religiosa shintoista che adora i draghi come kami dell'acqua . È collegato ai rituali agricoli, alle preghiere della pioggia e al successo dei pescatori.
Il dio ha santuari in tutto il Giappone e soprattutto nelle zone rurali dove la pesca e le piogge per l'agricoltura sono importanti per le comunità locali.